# Admirals Beach
Admirals Beach is een gemeente (town) in de Canadese provincie Newfoundland en Labrador. De gemeente ligt aan de zuidkust van het schiereiland Avalon in het zuidoosten van het eiland Newfoundland. 

## Geschiedenis
Vanaf begin de jaren 1960 verlieten de 51 huishoudens van het nabijgelegen Great Colinet Island definitief hun woonst binnen de context van de Newfoundlandse hervestigingspolitiek. De overgrote meerderheid van deze 264 inwoners verhuisde naar Admirals Beach. Het gehucht groeide zo op een aantal jaren uit tot een dorp en in 1968 erkend de provincie Admirals Beach als een gemeente met de status van local government community (LGC). In 1980 werden LGC's op basis van de Municipalities Act als bestuursvorm afgeschaft. De gemeente werd daarop automatisch een community om een aantal jaren later uiteindelijk een town te worden.

## Geografie
De goed beschermde cove bij de visrijke wateren van St. Mary's Bay maakte de locatie van Admirals Beach geschikt voor het ontstaan van een vissersdorp. Nabijgelegen gemeenten zijn St. Joseph's, Riverhead en St. Mary's. Anderhalve kilometer ten westen van het plaatsje ligt Great Colinet Island.

## Demografie
In 1961 telde het plaatsje 122 inwoners. Door de tientallen huishoudens die van Great Colinet Island naar het dorp verhuisden verdrievoudigde de bevolkingsomvang van Admirals Beach in een enkel decennium. Sinds die piek van 402 inwoners in 1971 daalt de bevolkingsomvang echter onafgebroken, vooral vanaf eind de jaren 80. In 2021 woonden er nog 97 inwoners in de gemeente. Dat komt neer op een daling van zo'n 73% in 35 jaar tijd.
- Bron: Statistics Canada (1951–1986[2], 1991–1996[4], 2001–2006[5], 2011–2016[6], 2021[7])